# 弯而不折
弯而不折（Bend, Not Break: A Life in Two Worlds）是美国3D图形软件开发公司杰魔公司的联合创始人和CEO傅苹在2012年12月31日出版的一本回忆录。本书讲述了她的童年在中国文化大革命期间的故事，以及她在文化大革命结束后，从江苏师范学院被驱逐到美国的故事。
该书出版后，立刻成了争议的焦点，被认为有所夸大或伪造。对此傅苹加以否认，但也承认书中存在一些错误，将在下一版中加以修正。

## 外部連結
- 官方网站